# Like Toy Soldiers
"Like Toy Soldiers" is een nummer van rapper Eminem, uitgebracht als vierde single van zijn album Encore. De track is geschreven en geproduceerd door Eminem, en het refrein bevat een sample van "Toy Soldiers" van Martika. "Like Toy Soldiers" gaat over de ruzies tussen rappers door de decennia heen, en de gevolgen ervan. Eminem vertelt over zijn ruzie met The Source Magazine en toenmalig mede-eigenaar Benzino, en de vergaande ruzie tussen 50 Cent en Ja Rule, waarin later ook Eminem en Dr. Dre betrokken raakten. In de video speelt D12-lid Proof als oud D12-lid Bugz, in een reconstructie van diens moord veroorzaakt door een schietpartij. In 2006 werd dit op dramatische wijze werkelijkheid, toen Proof daadwerkelijk werd neergeschoten en later overleed.

## Hitnoteringen
| Hitlijst                        | Hoogste positie |
| ------------------------------- | --------------- |
| Australische ARIA Single Top 50 | 4               |
| Belgische Ultratop 50           | 11              |
| Deense Single Top 40            | 2               |
| Duitse Single Top 100           | 8               |
| Engelse Single Top 75           | 1               |
| Finse Single Top 20             | 15              |
| Franse Single Top 100           | 34              |
| Ierse Single Top 50             | 3               |
| Italiaanse Single Top 50        | 6               |
| Nederlandse Top 40              | 7               |
| Nieuw-Zeeland Single Top 40     | 2               |
| Noorse Single Top 20            | 4               |
| Oostenrijkse Single Top 75      | 8               |
| United World Chart              | 3               |
| VS Billboard Hot 100            | 34              |
| Zweedse Single Top 60           | 14              |
| Zwitserse Single Top 100        | 3               |

### NPO Radio 2 Top 2000
| Nummer met noteringen in de NPO Radio 2 Top 2000 | '22  | '23  | '24  |
| ------------------------------------------------ | ---- | ---- | ---- |
| Like Toy Soldiers                                | 1414 | 1314 | 1476 |

1. ↑  Een vetgedrukt getal geeft de hoogste notering aan.
2. ↑  2022 was het eerste jaar met een notering voor dit nummer.